# شيباردز بوش

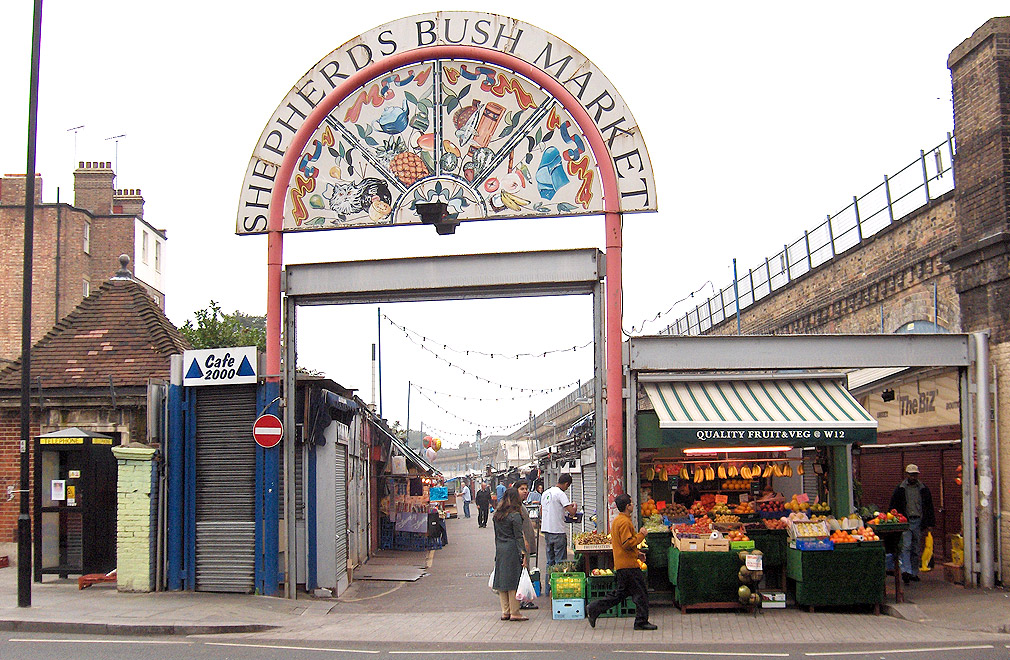
سوق شيباردز بوش.

شيباردز بوش حي يقع في غرب العاصمة البريطانية لندن.
يشتهر الحي بسوقه الشعبي «شبردز بوش ماركت» ، الذي يسيطر عليه تجار من الهند وباكستان والصومال والسودان، إضافة إلى مركز وستفيلد الواقع في الجزء الشمالي من الحي.

## معرض صور

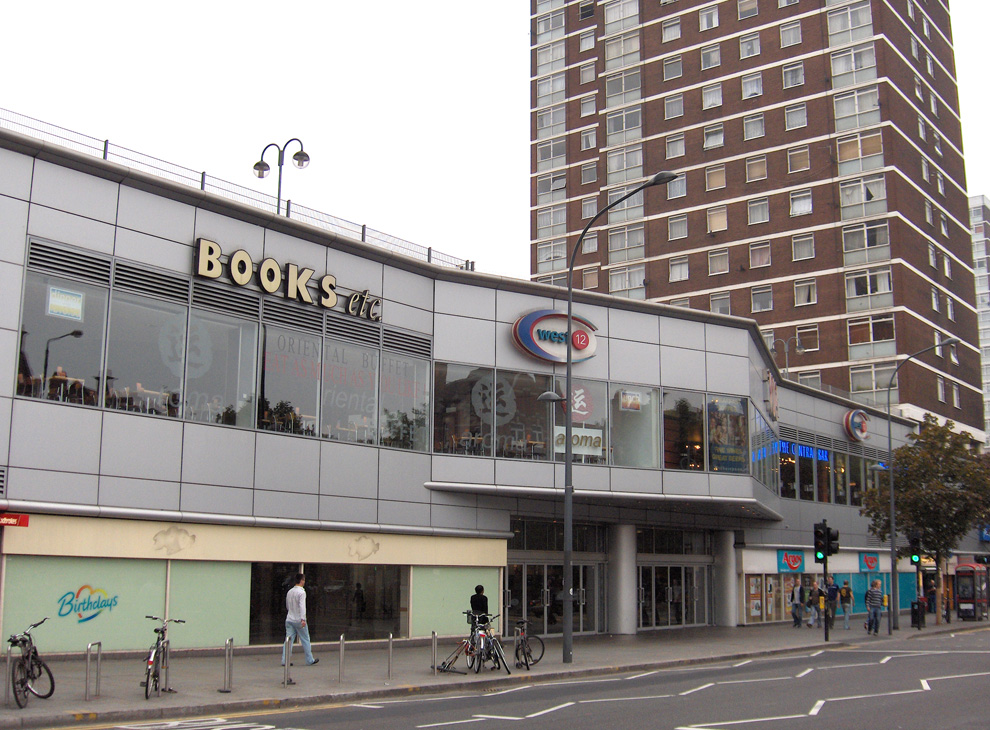
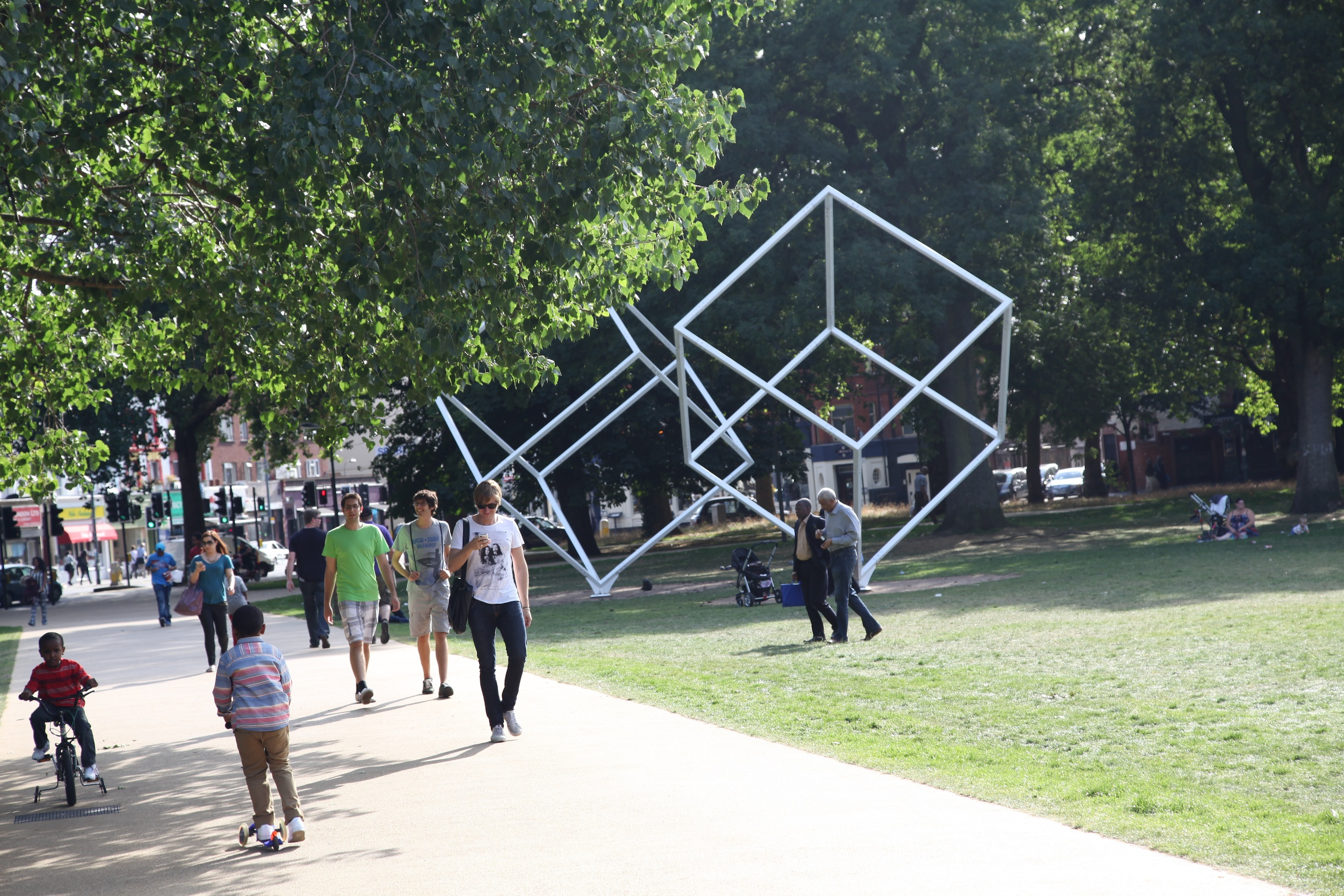
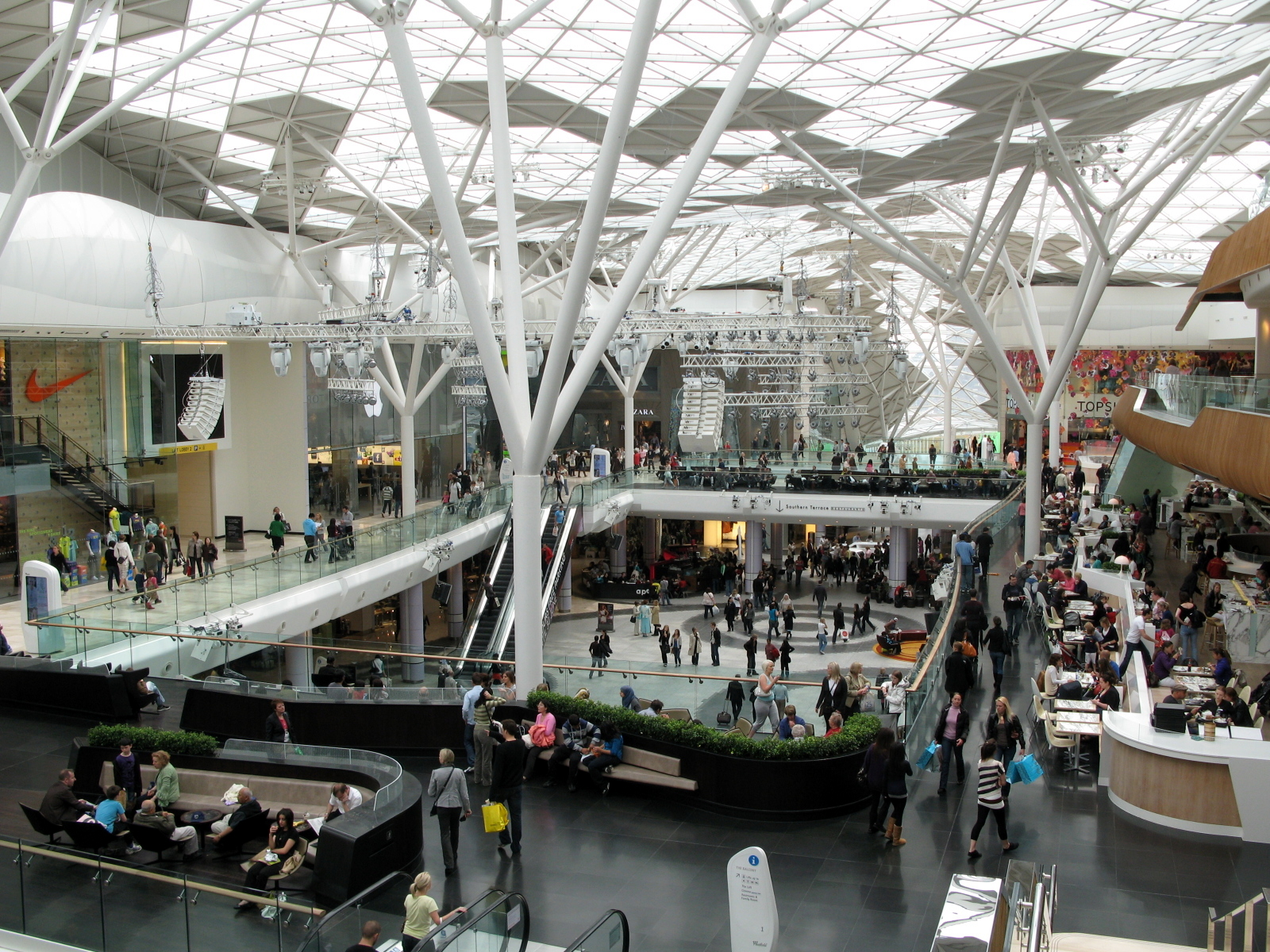
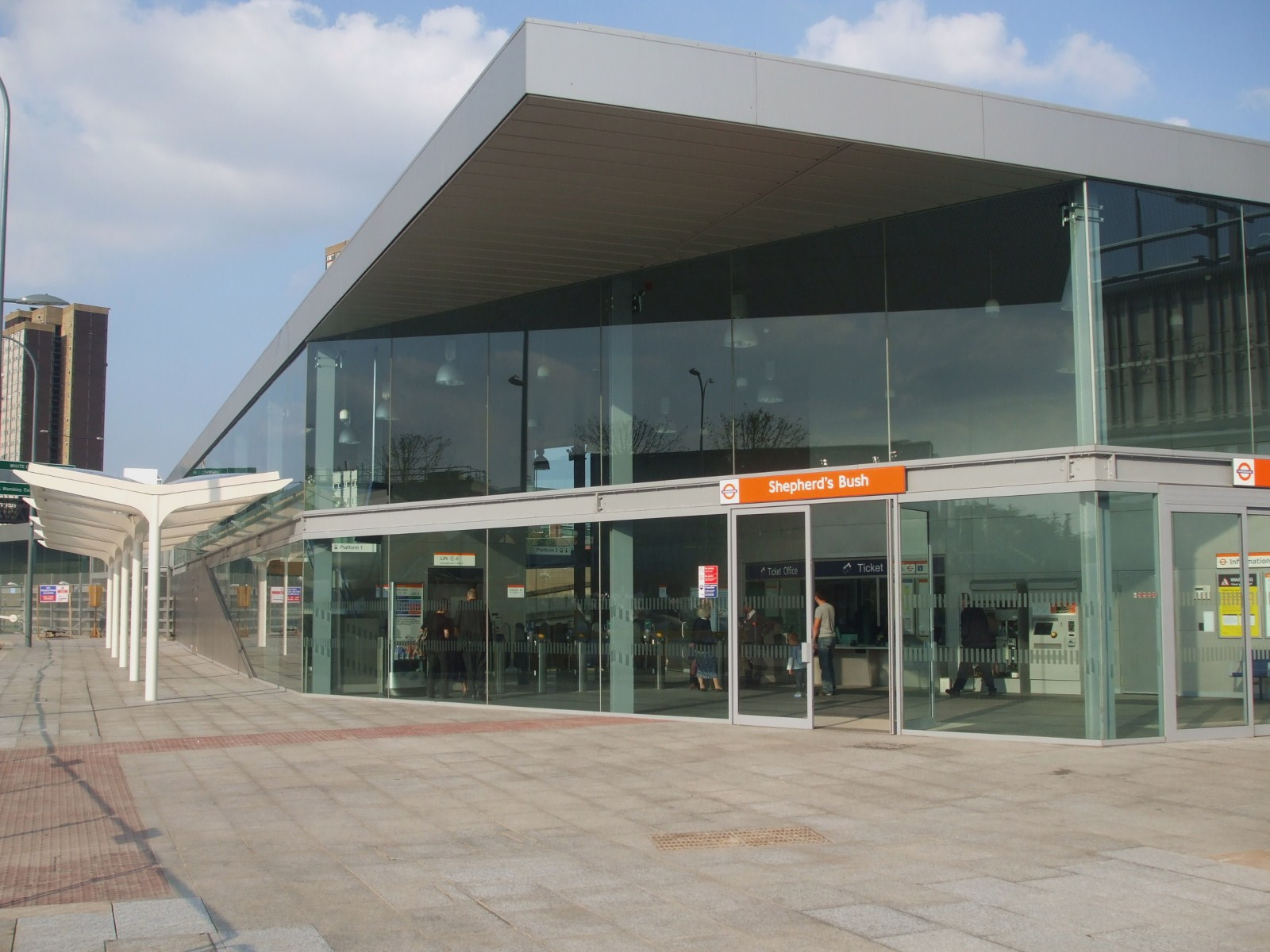

## أعلام
- نورمان أوين
- بول بيتاني
- داني مككولوك
- اريك بورتر
- ريخا وحيد
- سيمون باترسون